# Rödtunga
Rödtungan (Glyptocephalus cynoglossus) är en fisk i ordningen plattfiskar. Den är en uppskattad matfisk, som fiskas på många håll i sitt utbredningsområde. 

## Kännetecken
Rödtungan har en platt, långsträckt kropp och kan nå en längd på upp till omkring 50 centimeter. Huvudet är litet och sidolinjen förhållandevis rak. Bukfenorna har sex strålar. Ögonsidans kroppsfärg är gråaktigt rödbrun med gråblå fenor. Bröstfenan är delvis svart.

## Utbredning
Rödtungan förekommer i tempererade vatten längs norra Atlantens kuster. Längs den europeiska kusten förekommer den från vattnen utanför Spanien i söder till vattnen utanför Norge i norr, inklusive i Nordsjön. Längs den nordamerikanska kusten förekommer den från Saint Lawrenceviken till vattnen utanför North Carolina.

## Levnadssätt
Rödtungan lever på dyiga eller sandiga bottnar från omkring 20 meter till 1 500 meters djup. Dess föda består huvudsakligen av bottenlevande kräftdjur, borstmaskar och ormstjärnor. Arten har en relativt långsam reproduktion och anses på grund av detta vara känslig för överfiske.